# Brilux
Brilux S.A. — крупная международная группа компаний, специализирующаяся на разработке, производстве и поставке светотехнического оборудования и комплектующих.

## О компании
Brilux S.A. была основана в 1995 году в Польше. В июне 2001 года компания приобрела статус акционерного общества. В настоящее время группа компаний Brilux S.A. включает в себя 6 польских и 10 иностранных компаний, располагающихся в Болгарии, Чехии, Испании, Германии, Румынии, Словакии, Украине, Венгрии, Великобритании и Китае. В состав польской группы Brilux S.A. входят:
- Elgo Lighting Industries S.A.
- Luxmaster Sp. z o.o.
- Simellighting
- Manufacturing Sp. z o.o.
- Tronica Invest Sp. z o.o.
- Tronica Trade Sp. z o.o.
- Trend Development Sp. z o.o.

Основным видом деятельности Brilux S.A. является разработка, производство и поставка осветительного оборудования.
Главный производственный центр Brilux — фабрика осветительного оборудования Elgo Lighting Industries S.A., располагающаяся в Гостынине. Эта компания стала членом Brilux Group в апреле 2006 года, после завершения сделки по её покупке. В этом же году была выполнена масштабная модернизация производственных мощностей Elgo Lighting Industries S.A..
По состоянию на сегодняшний день Brilux S.A. входит в пятерку крупнейших светотехнических компаний Европы.

## Продукция
Предлагаемое профессиональное осветительное оборудование охватывает широкий диапазон типов освещения:
- дорожное,
- садово-парковое,
- архитектурное,
- общественное,
- офисное,
- производственное,
- интерьерное,
- специализированное.

Помимо этого, продукция компании включает в себя лампы, аксессуары и компоненты светильников. Все товары группы компаний Brilux S.A. выпускаются под брендами Elgo, Brilum и Brilux. Всего же ассортимент продукции Brilux включает более 5000 наименований.

## Система качества
В июле 2004 года Brilux S.A. перешла на систему сертификации качества PN-EN ISO 9001:2001. Аудит проводился TÜV NORD Gruppe (Ганновер, Германия).

## Руководство Brilux
Brilux S.A. имеет двухуровневую структуру управления, состоящую из Совета директоров и Наблюдательного совета, который контролирует деятельность Совета директоров.
Совет директоров
Исполнительное руководство компанией доверено Совету директоров под председательством Президента/Генерального директора. Члены Совета Директоров обладают коллективными правами и обязанностями. Они отвечают за общее направление деятельности компании, выполнение стратегий и политик и достижение поставленных целей.
Dariusz Kamiński — президент компании; Dariusz Sitarski — член совета директоров.
Наблюдательный совет
Наблюдательный совет осуществляет надзор за политикой исполнительного руководства (Совета директоров) и общим состоянием дел Компании и аффилированных лиц, а также консультирует исполнительное руководство по вышеозначенным вопросам.
Katarzyna Kamińska — президент наблюдательного совета; Ryszard Żurek — вице-президент наблюдательного совета; Janina Nowicka — член наблюдательного совета.

## Награды[3]
Swiatło 2002 fair
3 место в конкурсе Министерства экономики на лучшее развитие светотехнической компании в секторе малых и средних предприятий, со штатом сотрудников до 50 человек, в 1999 — 2001 годах.
Специальный приз за долгосрочную активность на рынке.
Swiatło 2003 fair
1 место в конкурсе Министерства экономики на лучшее развитие светотехнической компании в секторе малых и средних предприятий, со штатом сотрудников до 250 человек, в 2000—2002 годах.
Swiatło 2004 fair
1 место в конкурсе Министерства экономики на лучшее развитие светотехнической компании в секторе малых и средних предприятий, в 2001—2003 годах.
Премия в конкурсе Министерства экономики на лучшее развитие светотехнической компании в секторе малых и средних предприятий, в 2001—2003 годах. За динамику экспорта в 2001—2003 годах.
Премия в конкурсе Министерства экономики за лучший веб-сайт в светотехническом секторе.
Премия в конкурсе ŚWIATŁO за лучший стенд на ярмарке ŚWIATŁO I ELEKTROTECHNIKA 2004 fair.
«Gazelles of Business 2004» contest
Звание Gazelle of Business в конкурсе журнала Puls Biznesu.
«Mazovian Company of the Year 2004» contest
2 место на конкурсе «Mazovian Company of the Year 2004» в категории «Продажа и дистрибуция».
Swiatło 2005 fair
1 место в конкурсе Министерства экономики на лучшее развитие светотехнической компании в секторе малых и средних предприятий, в 2002—2004 годах.
Премия в конкурсе Министерства экономики на лучшее развитие светотехнической компании в секторе малых и средних предприятий, в 2002—2004 годах. За создание новых рабочих мест.
1 место в конкурсе «Лучший стенд на ŚWIATŁO 2005 and ELEKTROTECHNIKA 2005 fairs».
Polish Success 2005
Brilux S.A. лауреат конкурса Polish Success 2005, проводимого Министерством экономики. Цель конкурса — выделить лучшую развивающуюся польскую компанию.
Consuments Award 2006
3 место в категории «Лампы». Премия, учрежденная журналом «Przegląd Gospodarczy», выдается на основе общественного мнения.
Swiatło fair 2006
Главная премия польского министра экономики для самой быстроразвивающейся компании в сфере светотехнической и электротехнической индустрии.
Премия польского министерства экономики для компании, создавшей наибольшее количество новых рабочих мест.
«Gazelles of Business 2006» contest
Звание Gazelle of Business в конкурсе журнала Puls Biznesu.
Consuments Award 2007
3 место в категории «Лампы». Премия присуждается на основе исследований, проведенных Media Partner Group, изданием «Przeglądu Gospodarczego Extra» (приложение к Gazeta Wyborcza) и «Przeglądu Gospodarczego Plus».
Godło «EU STANDARD 2008»
Знаком «Евро-стандарт 2008» отмечена компания Elgo Lighting Industries S.A.. Общенациональная программа, организована Media Partner Group и направлена на достижение высокого и устойчивого уровня качества во всех сферах деятельности, продукции, услуг.
Swiatło fair 2009
Две премии в конкурсе «Лучший выбор» получила продукция Elgo Lighting Industries S.A.:
2 место — дорожный светильник ACRON 100;
3 место — декоративный светильник VENEZ 30.